# 约瑟夫·哈伯沙姆
约瑟夫·哈伯沙姆（Joseph Habersham，1751年7月28日—1815年11月17日），美国商人、军人、政治家，曾任美国邮政部长（1795年-1801年）。
| 前任： 蒂莫西·皮克林 | 美国邮政部长 1795年-1801年 | 繼任： 吉迪思·格兰杰 |